# Thaumapsylla breviceps
Thaumapsylla breviceps är en loppart som beskrevs av Rothschild 1907. Thaumapsylla breviceps ingår i släktet Thaumapsylla och familjen fladdermusloppor.

## Underarter
Arten delas in i följande underarter:
- T. b. breviceps
- T. b. orientalis